# 苏·图如尔
苏·图如尔（约公元前2168年—约公元前2154年在位）（英語：Shu-Turul）阿卡德末任国王。一个多世纪的王朝在他统治后期结束。